# 牟田弘文
牟田 弘文 （むた ひろふみ、1956年〈昭和31年〉1月5日 - ）は、日本の実業家。トヨタ自動車専務役員を経て、2017年6月から日野自動車取締役副社長。

## 略歴
- 1978年（昭和53年） - トヨタ自動車株式会社入社
- 2002年（平成14年） - トヨタ自動車株式会社第2生技部部長
- 2003年（平成15年） - ボデー生技部部長
- 2003年（平成15年） - 車両生技部部長
- 2004年（平成16年） - 生技管理部部長
- 2006年（平成18年） - 常務役員
- 2006年（平成18年） - 広瀬工場電子生技部工場長
- 2006年（平成18年） - 本社工場工場長
- 2008年（平成20年） - 広瀬工場企画管理部工場長
- 2008年（平成20年） - 貞宝工場工機管理部工場長
- 2010年（平成22年） - 三好工場工場長
- 2010年（平成22年） - 田原工場工場長
- 2011年（平成23年） - 専務役員
- 2011年（平成23年） - 生産技術本部本部長
- 2013年（平成25年） - 車両系生産技術・製造本部本部長
- 2014年（平成26年） - TNGA企画部統括
- 2015年（平成27年） - 安全健康推進部統括
- 2016年（平成28年） - コーポレート戦略部統括
- 2016年（平成28年） - 環境部統括
- 2016年（平成28年） - プラント・環境生技部統括
- 2016年（平成28年） - 生産管理本部本部長
- 2016年（平成28年） - 先進技術開発カンパニー Executive Vice President
- 2017年（平成29年） - 日野自動車取締役副社長